# Брэндис, Джонатан
Джо́натан Гре́гори Брэ́ндис (англ. Jonathan Gregory Brandis, 13 апреля 1976 — 12 ноября 2003) — американский актёр, режиссёр и сценарист.

## Биография
Джонатан Брэндис родился 13 апреля 1976 года в городе Данбери (Коннектикут) в семье Мэри, учительницы и персонального менеджера, и Грегори Брэндиса — пожарного и продавца продовольственных товаров.
Актёрскую карьеру Джонатан начал в шесть лет, снявшись в качестве модели в нескольких телевизионных рекламных роликах и в коммерческой радиопередаче, а затем получив первую роль молодого Кевина Райли Бьюкенена в телевизионной мыльной опере «Жизнь одна».
Когда Джонатану исполнилось девять лет, его семья переехала в Лос-Анджелес для дальнейшего продвижения актёрской карьеры мальчика. В течение короткого времени Джонатан снялся в эпизодических ролях телевизионных постановок «Кто здесь босс?», «Полный дом», «Кейт и Элли» и в телесериале «Закон Лос-Анджелеса».
В 1990 году Джонатан получает свою первую главную роль в фильме «Бесконечная история 2», играя в нём юного Бастиана Бакса, отправляющегося в волшебный мир Фантазии на помощь жителям сказочного королевства. В том же году Джонатан снимается в роли «Заики» Билла Денбро в фильме «Оно» — экранизации одноимённого эпического романа ужасов Стивена Кинга. В 1992 году Джонатан Брэндис снялся в главной роли фильма «Боковые удары» совместно с Чаком Норрисом, и в том же году — в фильме «Божьи коровки» совместно с комедийным актёром Родни Дэнжерфилдом.
Широкую известность Джонатану принесла роль Лукаса Воланчека в научно-фантастическом телесериале «Подводная Одиссея». К этому времени Джонатан Брэндис становится кумиром подростков во всём мире.
Он проходил пробы на роль Энакина Скайуокера в фильме «Звёздные войны. Эпизод II: Атака клонов», но в итоге роль досталась Хейдену Кристенсену.
Помимо своей актёрской работы Брэндис занимался написанием сценариев к фильмам и пробовал себя на режиссёрской работе. Карьера сценариста привлекала его больше, чем всё остальное, особенно в последние годы его жизни. Незадолго до смерти Джонатан Брэндис поставил короткометражный фильм «The Slainesville Boys».

## Личная жизнь
Будучи школьником встречался с актрисой Бриттани Мёрфи (1977—2009), с которой они вместе снимались в сериале «Подводная Одиссея».
С мая 1995 года по 1998 год Джонатан Брэндис встречался с американской актрисой и певицей Татьяной Али. В 2000 году встречался с актрисой Моникой Кина, его партнершей по фильму «Плохие девочки из Высокой долины».

## Смерть
Примерно в 23:40 по местному времени 11 ноября 2003 года Джонатан Брэндис повесился в коридоре собственной квартиры. Через 15 минут он был найден в бессознательном состоянии и, будучи ещё живым, был срочно отправлен в медцентр Лос-Анджелеса «Сидарс-Синай», однако спасти его не удалось и в 2:44 ночи 12 ноября врачи констатировали его смерть. Никакой предсмертной записки он не оставил, токсикологические анализы доказали, что он не принимал наркотики или алкоголь, когда решил повеситься. Однако его самые близкие друзья утверждали, что в конце своей жизни Джонатан находился в состоянии глубокой депрессии, вызванной тяжёлым положением карьеры (он возлагал большие надежды на фильм «Война Харта», но его роль в нём была сильно урезана при монтаже), постоянно пил и вполне мог пожелать оставить этот мир. 
Был кремирован. Прах отдан семье.
Пол Питерсен, бывший детский актер и президент организации «Minor Consideration», которая занимается вопросами, затрагивающими детей-актёров, заявил: «Нет смысла делать поспешные выводы, потому что никто из нас не знает, что привело Джонатана к решению покончить с собой».
В 2021 году его отец, Грег Брэндис, отметил, что Джонатан, вероятно, страдал биполярным расстройством. Он сказал журналу People, «Его смерть не была связана с индустрией развлечений. Сейчас, оглядываясь назад, я вижу, что в свои 20 лет у него проявились признаки маниакальной депрессии. Я надеюсь, что сейчас любой страдающий сможет обратиться за помощью при таком расстройстве».

## Фильмография
| Фильмы      | Фильмы                                  | Фильмы                        | Фильмы                                                           |
| Год         | Фильм                                   | Роль                          | Примечания                                                       |
| ----------- | --------------------------------------- | ----------------------------- | ---------------------------------------------------------------- |
| 1987        | Роковое влечение                        | Гость на вечеринке            | эпизод                                                           |
| 1988        | Скауты                                  | Кид Тим                       |                                                                  |
| 1988        | Оливер и компания                       |                               | озвучка                                                          |
| 1989        | Отчим 2                                 | Тодд Грейлэнд                 |                                                                  |
| 1990        | Папа — привидение                       |                               | озвучка                                                          |
| 1990        | Бесконечная история 2                   | Бастиан Бакс                  |                                                                  |
| 1992        | Божьи коровки                           | Мэттью/Марта                  |                                                                  |
| 1992        | Парный удар                             | Барри Габревски               |                                                                  |
| 1998        | Любовь по сценарию                      | Роберт Авакадо                |                                                                  |
| 1999        | Первая любовь                           | Моузи                         |                                                                  |
| 1999        | Погоня с дьяволом                       | Кэйв Уатт                     |                                                                  |
| 2002        | Война Харта                             | Льюис П. Уэйкли               | Сцена вырезана                                                   |
| 2002        | Дрожащий год                            | Кейси Педерсен                |                                                                  |
| 2004        | Бойня в Пуэрто Валларта                 | Нейл Везерфорд                | выпущен после смерти актёра                                      |
| 2004        | The Slainesville Boys                   |                               | Директор/Продюсер выпущен после смерти                           |
| 2005        | Плохие девчонки из Высокой долины       | Дрю                           | Другое название: В целом судьба хуже смерти выпущен после смерти |
| Телевидение |                                         |                               |                                                                  |
| Год         | Название                                | Роль                          | Примечания                                                       |
| 1982        | Жизнь одна                              | молодой Кевин Райли Бьюкенен  |                                                                  |
| 1984        | Кейт и Элли                             | друг Чипа                     | 1 эпизод                                                         |
| 1986        | Mystery Magical Special                 | Джонатан                      | телевизионная версия                                             |
| 1986        | Кувалда                                 | молодой Следж                 | 1 эпизод                                                         |
| 1987        | Доброе утро, мисс Блисс                 | Майкл Томпсон                 | 1 эпизод                                                         |
| 1987        | Закон Лос-Анджелеса                     | Кевин Тэлбот                  | 2 эпизода                                                        |
| 1987        | Бедная маленькая богатая девочка        | Ланс (в 11 лет)               | телепостановка                                                   |
| 1988        | Марс: Первая база                       |                               | телепостановка                                                   |
| 1988        | Уэбстер                                 | Бобби                         | 1 эпизод                                                         |
| 1989        | Полный дом                              | Майкл                         | 1 эпизод                                                         |
| 1989        | Кто здесь босс?                         | Пол                           | 1 эпизод                                                         |
| 1990        | Она написала убийство                   | Кевин Брюс                    | 1 эпизод                                                         |
| 1990        | Человек-молния                          | Терри                         | 1 эпизод                                                         |
| 1990        | Нация пришельцев                        | Андрон                        | 1 эпизод                                                         |
| 1990        | Вспышка                                 | Терри Кохан                   | 1 эпизод                                                         |
| 1990        | День Земли, специальный выпуск          | самого себя                   | телепостановка                                                   |
| 1990        | The Munsters Today                      | Мэтт Глоувер                  | 1 эпизод                                                         |
| 1990        | Оно                                     | Билл Денбро (в 12 лет)        | минисерии                                                        |
| 1991        | Gabriel's Fire                          | Мэттью Фикс                   | 1 эпизод                                                         |
| 1991        | Чудесные годы                           | Стив                          | 1 эпизод                                                         |
| 1991        | Our Shining Moment                      | Майкл «Скутер» МакГир         | телепостановка                                                   |
| 1991        | Pros and Cons (За и против)             | Danny                         | 1 эпизод (S1, Ep8)                                               |
| 1991        | Блоссом                                 | Стив                          | 1 эпизод                                                         |
| 1992        | Перекрёсток                             | Майкл Стол                    | 1 эпизод                                                         |
| 1993        | Спасённый звонком: Школьные годы        | самого себя                   | 1 эпизод                                                         |
| 1993-1996   | Подводная Одиссея                       | Лукас Воланчек                | 57 эпизодов                                                      |
| 1994        | Добрый король Венцеслас                 | Принц Венцеслас               | телепостановка                                                   |
| 1994-1995   | Аладдин                                 | Мозенрат                      | 8 эпизодов                                                       |
| 1996        | Её последний шанс                       | Престон Альтертон             | телепостановка                                                   |
| 1996        | Рождённые свободными: новое приключение | Рэндал «Ранд» Эверетт Томпсон | телепостановка                                                   |
| 1996        | Падение во тьму                         | Чад                           | телепостановка                                                   |
| 1997        | Сквозь шторм                            | Джейсон                       | телепостановка                                                   |
| 2003        | 111 Gramercy Park                       | Уилл Карнегиан                | телепостановка                                                   |

## Награды и номинации
| Год  | Премия        | Присуждение | Категория                                                        | Фильм или серии         |
| ---- | ------------- | ----------- | ---------------------------------------------------------------- | ----------------------- |
| 1991 | Молодой актёр | Номинация   | Best Young Actor Guest Starring in a Television Series           | Вспышка                 |
| 1992 | Молодой актёр | Номинация   | Best Young Actor Starring in a Motion Picture                    | Бесконечная история 2   |
| 1993 | Молодой актёр | Номинация   | Outstanding Young Ensemble Cast in a Motion Picture              | Божьи коровки           |
| 1993 | Молодой актёр | Номинация   | Best Young Actor Starring in a Motion Picture                    | Божьи коровки           |
| 1994 | Молодой актёр | Присуждение | Best Youth Actor Leading Role in a Television Series             | Подводная Одиссея       |
| 1995 | Молодой актёр | Номинация   | Best Performance by a Youth Actor in a TV Mini-Series or Special | Добрый король Венцеслас |
| 1992 | Saturn Award  | Номинация   | Best Performance by a Younger Actor                              | Бесконечная история 2   |